# Thurne
Thurne es un pueblo y una parroquia civil del distrito de Great Yarmouth, en el condado de Norfolk (Inglaterra).

## Demografía
Según el censo de 2001, Thurne tenía 116 habitantes (65 varones y 51 mujeres). 14 de ellos (12,07%) eran menores de 16 años, 84 (72,41%) tenían entre 16 y 74, 16 (13,79%) eran mayores de 74, y se desconocía la edad de 2. La media de edad era de 46,93 años. De los 100 habitantes de 16 o más años, 24 (24%) estaban solteros, 60 (60%) casados, y 16 (16%) divorciados o viudos. 49 habitantes eran económicamente activos, 46 de ellos (93,88%) empleados y 3 (6,12%) desempleados. Había 3 hogares sin ocupar, 54 con residentes y 3 eran alojamientos vacacionales o segundas residencias.
| 126                         | 115 | 133 | 138 | 177 | 205 | - | - | 213 | 188 | 176 | 152 | 149 | 133 | - | 159 | 172 |
| (Fuente: Vision of Britain) |     |     |     |     |     |   |   |     |     |     |     |     |     |   |     |     |